# City Hall (Vancouver)

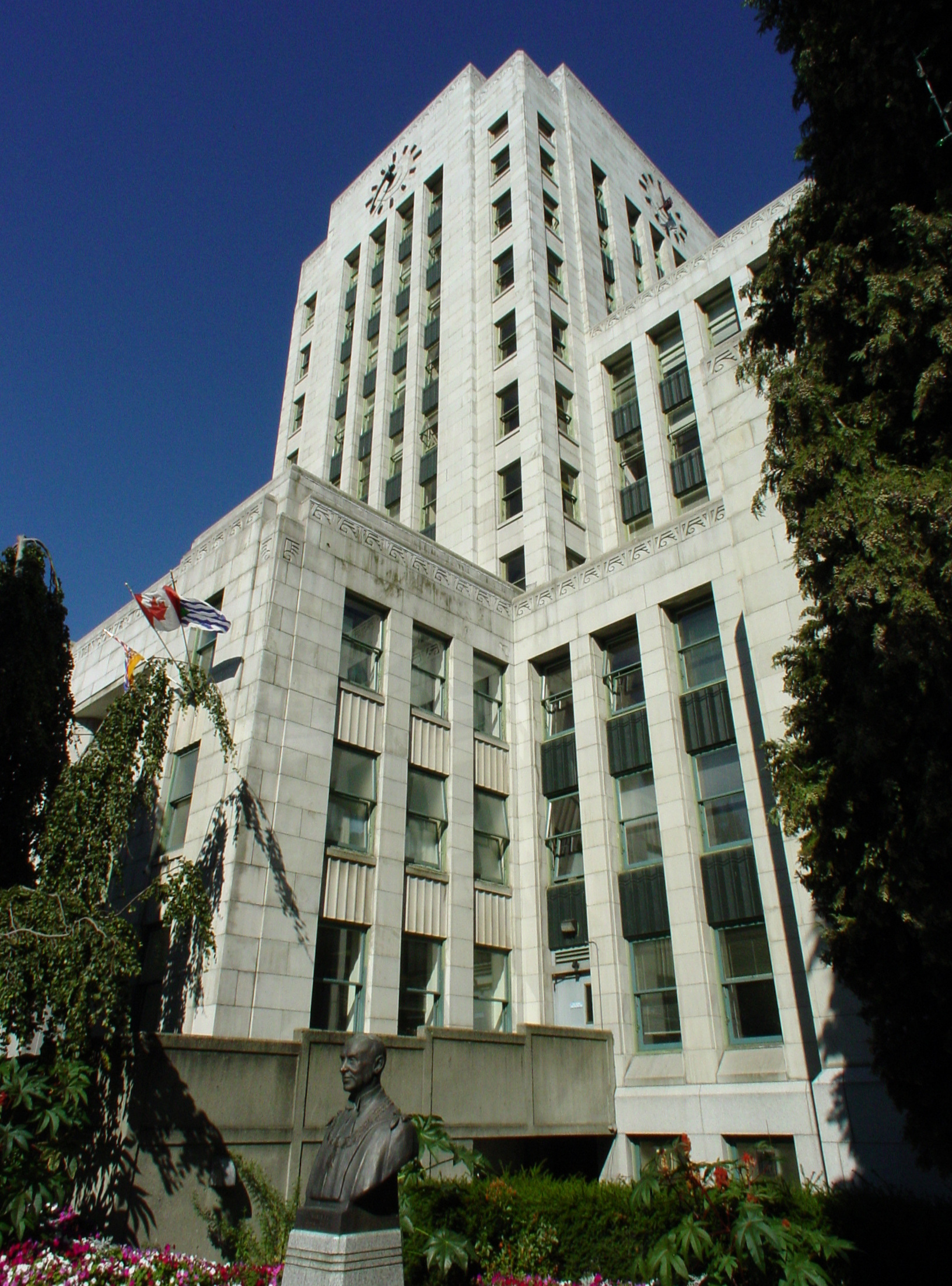
City Hall

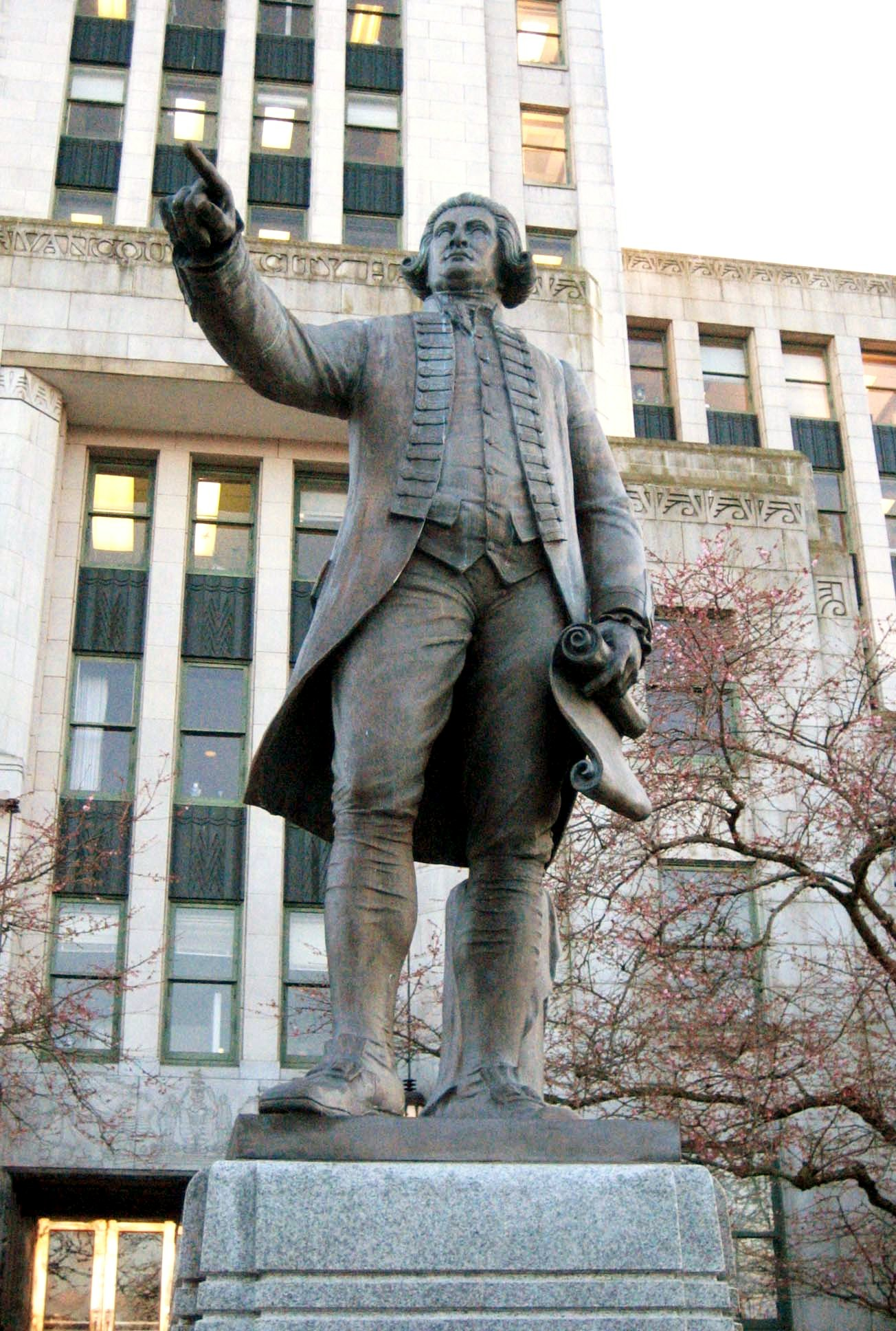
Statue von George Vancouver vor dem Rathaus

Die City Hall ist das Rathaus von Vancouver sowie Sitz des Stadtrates und des Bürgermeisters. Das zwölfstöckige, von Fred Townley entworfene Gebäude wurde 1936 im Art-déco-Stil errichtet. Es befindet sich an der West 12th Avenue im Stadtteil Mount Pleasant, etwa 3 km südlich des Stadtzentrums.
Ab 1929 war die Stadtverwaltung Vancouvers im 1911 erbauten Holden Building an der Hastings Street untergebracht. Dieses Gebäude erwies sich aber bald als zu klein. Am 3. Januar 1936 begannen die Bauarbeiten an der neuen City Hall. Vor dem Gebäude steht eine von Charles Marega geschaffene Statue, die den britischen Entdecker George Vancouver darstellt. Das Denkmal wurde am 20. August 1936 durch Sir Percy Vincent, den Lord Mayor von London, enthüllt. Sir Percy, der damals in Vancouver zu Besuch weilte, machte der Stadt auch einige Geschenke. Dazu gehörten ein Amtsstab und ein Zweig „…von einem Baum aus jenem Hain, wo ein fallender Apfel Isaac Newton die Inspiration zu seiner Gravitationstheorie lieferte.“ Der Amtsstab und der Zweig werden heute noch in der City Hall aufbewahrt.
Am 1. Dezember 1936, nach einer Bauzeit von nur 330 Tagen, war das Rathaus fertiggestellt. Jede Außentür ist mit dem Wappen der Stadt Vancouver geschmückt, jeder Türgriff mit einem Monogramm des Gebäudes. Die Decke im zweiten Stock des Mittelturms ist mit Blattgold aus verschiedenen Minen in British Columbia verkleidet. Am 2. Januar 1937 war George Clark Miller der erste Bürgermeister, der das neue Rathaus bezog. 1968 bis 1970 wurde im Osten ein vierstöckiger Flügel angebaut. Seit März 1976 steht das Gebäude unter Denkmalschutz.